# Князево (Калузька область)
Князево (рос. Князево) — присілок в Спас-Деменському районі Калузької області Російської Федерації.
Населення становить 4 особи. Входить до складу муніципального утворення Село Чипляєво.

## Історія
Від 2004 року входить до складу муніципального утворення Село Чипляєво

## Населення
| 2002 | 2007 | 2010 |
| ---- | ---- | ---- |
| 9    | ↘6   | ↘4   |